# Kylie Live in New York
Kylie Live in New York —en español: Kylie en vivo desde(en) Nueva York— es el quinto álbum en vivo de la cantante australiana Kylie Minogue, con música de su primera gira en Norteamérica For You, For Me Tour 2009, en la totalidad de ellas grabadas en Nueva York. El álbum incluye 25 canciones, a excepción de la canción, "Better Than Today" de su undécimo álbum Aphrodite. Su lanzamiento se realizó el 14 de diciembre de 2009.
La lista de canciones fue publicada en Amazon.com el 2 de diciembre de 2009. Según la información publicada en la tienda virtual, el álbum estaría disponible en descarga digital a través de iTunes y en la misma. Seguido, el 3 de diciembre, su discográfica Parlophone puso un anuncio en YouTube avisando el lanzamiento del álbum en vivo, donde colocó una versión de estudio completa de la canción Speakerphone usada en For You, For Me Tour 2009. Un día después, anunció el estreno de un streaming, de una hora, del concierto grabado en Nueva York, que incluye la mitad del espectáculo, disponible desde el 12 de diciembre en la medianoche y accesible al público por solo 24 horas.

## Lanzamiento
El álbum fue inicialmente lanzada de manera digital en varias tiendas virtuales, en Estados Unidos y en todo el globo. Para promocionar el álbum, Minogue publicó un stream de la mitad del álbum en su cuenta oficial de YouTube, disponible sólo 24 horas. Para promover el siguiente álbum, Aphrodite, un álbum sampler fue publicado junto al álbum en los supermercados de ASDA. Además, un álbum sampler promocional y gratis, titulado Performance, fue incluido en The Mail on Sunday el 19 de septiembre de 2010.

## Lista de canciones
| Edición estándar | |          |  |
| N.º              | Título | Duración |  |
| 1.               | «Overture» (instrumental; contiene la fanfarria de 20th Century Fox, y elementos de Somewhere Over The Rainbow y The Sound of Music) | 1:39     |  |
| 2.               | «Light Years» | 4:19     |  |
| 3.               | «Speakerphone» | 4:46     |  |
| 4.               | «Come Into My World» | 3:55     |  |
| 5.               | «In Your Eyes» | 3:22     |  |
| 6.               | «Everything Taboo Medley sección: "Shocked"/"What Do I Have to Do?"/"Spinning Around"» (contiene extractos de: "Do You Dare?", "It's No Secret", "Give Me Just a Little More Time", "Keep on Pumpin' It", "What Kind of Fool (Heard All That Before)", "Over Dreaming (Over You)", "Step Back In Time" con elementos de "Finally", y "Such a Good Feeling") | 9:18     |  |
| 7.               | «Like A Drug» | 4:49     |  |
| 8.               | «Boombox/Can't Get Blue Monday Out Of My Head» | 5:03     |  |
| 9.               | «Slow» | 6:21     |  |
| 10.              | «2 Hearts» | 4:18     |  |
| 11.              | «Red Blooded Woman/Where The Wild Roses Grow» | 4:44     |  |
| 12.              | «Heartbeat Rock» (interludio musical; contiene elementos of "Nu-di-ty", con extractos de "Mickey") | 2:13     |  |
| 13.              | «Wow» | 3:01     |  |
| 14.              | «White Diamond» (tema musical) | 2:09     |  |
| 15.              | «White Diamond» | 3:11     |  |
| 16.              | «Confide In Me» | 4:47     |  |
| 17.              | «I Believe In You» | 3:03     |  |
| 18.              | «Burning Up/Vogue» | 3:19     |  |
| 19.              | «The Loco-Motion» | 4:56     |  |
| 20.              | «Kids» | 5:00     |  |
| 21.              | «In My Arms» | 4:09     |  |
| 22.              | «Better the Devil You Know» (contiene elementos de "So Now Goodbye") | 4:42     |  |
| 23.              | «The One» | 4:27     |  |
| 24.              | «I Should Be So Lucky» | 3:55     |  |
| 25.              | «Love At First Sight» | 6:40     |  |
| 2:02:02          | |          |  |

| Pistas adicionales para iTunes |                                                      |          |  |
| N.º                            | Título                                               | Duración |  |
| 26.                            | «Light Years» (Steve Anderson Studio Version)        | 4:47     |  |
| 27.                            | «Speakerphone» (Steve Anderson Studio Version)       | 5:35     |  |
| 28.                            | «Come Into My World» (Steve Anderson Studio Version) | 3:54     |  |
| +14:16                         |                                                      |          |  |

| Disco promocional para ASDA |                             |          |  |
| N.º                         | Título                      | Duración |  |
| 1.                          | «Come Into My World»        | 3:55     |  |
| 2.                          | «Slow»                      | 6:21     |  |
| 3.                          | «Wow»                       | 3:01     |  |
| 4.                          | «Better The Devil You Know» | 4:42     |  |
| 5.                          | «Love At First Sight»       | 6:40     |  |
| 22:38                       |                             |          |  |

| Performance (disco promocional de The Mail on Sunday) |                                                  |          |  |
| N.º                                                   | Título                                           | Duración |  |
| 1.                                                    | «In Your Eyes»                                   | 4:20     |  |
| 2.                                                    | «Wow» (de X)                                     | 3:11     |  |
| 3.                                                    | «Love at First Sight»                            | 4:54     |  |
| 4.                                                    | «I Believe in You»                               | 3:03     |  |
| 5.                                                    | «Boombox / Can't Get Blue Monday Out of my Head» | 5:03     |  |
| 6.                                                    | «Too Much» (de Aphrodite)                        | 3:16     |  |
| 7.                                                    | «Slow»                                           | 4:21     |  |
| 8.                                                    | «In My Arms»                                     | 4:09     |  |
| 9.                                                    | «Speakerphone»                                   | 4:46     |  |
| 10.                                                   | «Come Into My World»                             | 3:55     |  |
| 11.                                                   | «Light Years»                                    | 4:19     |  |
| 22:38                                                 |                                                  |          |  |

## Posiciones en listas
| Estadísticas              | Posición máxima |
| ------------------------- | --------------- |
| iTunes                    |                 |
| España Pop Charts         | 1               |
| España                    | 2               |
| México                    | 22              |
| Grecia                    | 5               |
| Francia                   | 3               |
| Australia Pop Charts      | 6               |
| Australia                 | 1               |
| Canadian Pop Charts       | 14              |
| Reino Unido               | 23              |
| US Pop Charts             | 6               |
| Suiza                     | 30              |
| Finlandia                 | 11              |
| Estados Unidos            | 22              |
| Italia                    | 24              |
| Austria                   | 36              |
| Alemania                  | 20              |
| Irlanda                   | 17              |
| Bélgica                   | 5               |
| Países Bajos              | 6               |
| Dinamarca                 | 75              |
| Suecia                    | 21              |
| Noruega                   | 76              |
| Portugal                  | 171             |
| Amazon MP3 Albums         |                 |
| Bestsellers in MP3 Albums | 56              |
| MP3 Albums Pop            | 37              |

Notas adicionales
- Las estadísticas de Australia comenzaron a partir del 16 de diciembre de 2009.

## Personal
- Intérprete: Kylie Minogue
- Director musical / Programming: Steve Anderson
- Director de Banda Musical / Tecladista: Sarah deCourcy
- Batería (Eléctrica y Acústica): Matthew Racher
- Bass: Jenni Tarma
- Guitarra: Adrian Eccleston
- Coro: Lucita Jules y Roxanne Wilde
- Saxófono: Graeme Belvins
- Trompeta: Graeme Flowers
- Trombón: Barnaby Dickson
- Masterizado en los Estudios Abbey Road por Geoff Pesche.
- Gestión: Terry Blamey Management.
- Fotografía por William Baker, Greg DeGuire & Paul Scala. (Fotos del Digital Booklet)